# Viva Bertaga !
Cet article concerne un roman de San-Antonio. Pour l'album live de Bérurier Noir, voir Viva Bertaga.
Viva Bertaga ! est un roman publié en janvier 1968 par Frédéric Dard sous le nom de plume de San-Antonio, il est le 69e de la série policière San-Antonio
Chez l’éditeur Fleuve noir, il porte d’abord le numéro 679 de la collection « Spécial Police », puis en 1975 le numéro 37 de la collection « San-Antonio », avant de figurer en soixante-neuvième position lorsque cette même collection adopte la numérotation par ordre chronologique, en 2003.

## Couverture
- 1re édition de 1968 : illustration de Michel Gourdon.
- 2e édition de 1975 : illustration Photo.
- 3e édition de 1989 : illustration Photo.
- 4e édition de 1996 : illustration d' Alain Siauve.
- 5e édition de 2007 : illustration de François Boucq.
- 6e édition de 2015 : illustration

## Titres des chapitres
| Chapitre premier | A l'ombre de lui-même                                         |
| Chapitre II      | Et quatre jours plus tard...                                  |
| Chapitre III     | Y a comme un défaut !                                         |
| Chapitre IV      | C'est au pied du mur qu'on voit le colimaçon                  |
| Chapitre V       | Travail avec et sans filet                                    |
| Chapitre VI      | La cerise sur toute la ligne                                  |
| Chapitre VII     | Les attractions sont comprises dans le prix des consommations |
| Chapitre VIII    | Les feux passent du rouge au... blanc                         |
| Chapitre IX      | L'immobilisation n'est pas la guerre                          |
| Chapitre X       | On charrie Bencyla                                            |
| Chapitre XI      | Pas de quoi avoir la grosse tête                              |
| Chapitre XII     | Péripéties dans la périphérie                                 |
| Chapitre XIII    | Que viva Bertaga !                                            |
| Chapitre XIV     | D'émotions en émotions, de surprises en surprises...          |
| Chapitre XV      | Ma petite (ma toute petite) tête de Béru                      |
| Et maintenant    | Con... ...clu... ...sion                                      |
|                  | Con con clu sion sion                                         |

## Résumé
Bérurier se porte volontaire pour une périlleuse mission au Rondubraz.
Sa femme Berthe ayant disparu, il se retrouve obligé d'entraîner dans ses aventures sa jeune nièce Marie-Marie.

## Personnages principaux
- Personnages récurrents
  - San-Antonio : héros du roman, commissaire de police.
  - Alexandre-Benoît Bérurier : inspecteur de police, ami et collègue de San-Antonio.
  - César Pinaud : adjoint du commissaire.
  - Berthe Bérurier : épouse de Bérurier.
  - Marie-Marie : nièce des Bérurier, âgée de 8 ans.
- Personnages liés à ce roman
  - Nibdanlkalbhâr : chef des Indiens Livaros, tribu composée de réducteurs de têtes.
  - Enhespez (Don) : patron du domaine de San-Kriégar.
  - Tassiépa Sanchez : majordome de Don Enhespez.
  - Krackzek : physicien tchécoslovaque spécialiste d'un minerai rare.
  - Sin Jer Min En Laï : chef de la base chinoise.
  - Chi Danlavaz : guérillero du Rondubraz.

## Lieux de l'aventure
San-Antonio, Béru et Marie-Marie quittent Paris pour le Rondubraz, pays imaginaire d'Amérique du Sud où se passe l'essentiel de l'aventure.

## Événement majeur
Première apparition de Marie-Marie, l'espiègle nièce des Bérurier :

« Le verrou gémit et l'huis s'entrouvre sur une bonne femme haute comme quatre pommes au regard de souris grise, aux pommettes flamboyantes et au nez retroussé. Elle a de longues nattes mal tressées qui lui pendent de chaque côté de la frimousse, et sa denture en cours de transformation peut se résumer à deux fortes canines, largement espacées à la mâchoire supérieure. »

## Figure de style
L’onomatopée :

« Plaouff! Le moteur est immergé. Vlac, vlac ! »

« Ma promptitude et ma force font mieux que patience et longueur de temps, mes fieux! Bzzaoûm! Vrrrang! Ploff ! »

L’antimétabole :

« Je ne jette pas le manche apres la cognée, mais je cogne avec le manche ! »

La paréchèse :

« Je les laisse rallier Paris et railler Paris d'une voix éraillée. »

L'expression métaphorique :
- piège à macaroni : barbe. « Ils ont des pièges à macaroni vachement abondants. Ces barbes noires, aussi touffues que la foret, ont quelque chose de castriste[6]. »
- avoir la communication avec l'au delà : mourir. « Si tu ne me dis pas la vérité, toute la vérité, je presse la détente et t'as aussi sec la communication avec l'au delà[7]. »

Les néologismes :
- karabéru : sorte de karaté revu et corrigé par Bérurier. « Lui a terminé son adversaire en deux coups de karabéru[8]. »
- tangoter: tanguer. « Notre guinde tangote de plus en mieux[9]. »
- lieucommuniser : dire une banalité. « Elle erre comme une âme en peine, lieucommunise Pinaud[10]. »

Le calembour :
- « Ça n'est pas mon habitude, rétorqué-je du talc au talc (comme l'a enseigné un copain masseur)[11]. »
- « ...on dirait qu'ils sont en train de tourner les derniers jours de mon pays »[12]
- « C'est un des six mulâtres de jugement ! »[13]

## Hommage
Le roman prête son nom à l'album live de Bérurier Noir, Viva Bertaga, sorti en 1990.